# 沈志云
沈志云（1929年5月28日—），中国机车车辆专家，中国科学院资深院士。

## 生平
1929年生于湖南长沙。1952年毕业于唐山铁道学院机械系。1961年获苏联列宁格勒铁道学院技术科学副博士学位。1991年当选为中国科学院院士（学部委员）。1994年选聘为中国工程院院士。西南交通大学教授。参与筹建牵引动力国家重点实验室，实验室多届学术委员会成员。
沈志云为铁道部原副总工程师张曙光在西南交通大学的就读在职博士研究生的导师。